# Adam Owen
Adam Owen (ur. 5 września 1980 we Wrexham) – walijski piłkarz oraz trener specjalista przygotowania fizycznego, w latach 2017–2018 trener Lechii Gdańsk.

## Życiorys
Jako piłkarz występował w walijskich klubach Wrexham, Newtown, Airbus UK Broughton oraz Connah’s Quay Nomads, a także w szkockim East Stirlingshire. W 2002 roku rozpoczął pracę trenerską w szkockim Celtic FC jako członek sztabu i asystent głównego trenera odpowiedzialny za przygotowanie fizyczne w drużynie do lat 20, a rok później w zespole seniorów. W kolejnych latach pracował jako trener przygotowania fizycznego lub asystent w Sheffield Wednesday, Rangers FC, Sheffield United, Servette FC oraz Lechii Gdańsk.
Od 27 września 2017 do 3 marca 2018 trener Lechii Gdańsk.